# Saint-Clément-de-Vers
Saint-Clément-de-Vers település Franciaországban, Rhône megyében. Lakosainak száma 205 fő (2022. január 1.). Saint-Clément-de-Vers Saint-Igny-de-Vers, Saint-Germain-la-Montagne, Propières, Anglure-sous-Dun, Chauffailles és Saint-Racho községekkel határos.

## Népesség
A település népessége az elmúlt években az alábbi módon változott:
| Lakosok száma | 220  | 227  | 229  | 226  | 220  | 213  | 207  | 204  | 205  |
|               | 2013 | 2015 | 2016 | 2017 | 2018 | 2019 | 2020 | 2021 | 2022 |